# Conconully (Washington)
Conconully es un pueblo ubicado en el condado de Okanogan en el estado estadounidense de Washington. En el año 2000 tenía una población de 185 habitantes y una densidad poblacional de 322,1 personas por km².

## Geografía
Conconully se encuentra ubicada en las coordenadas 48°33′32″N 119°45′4″O / 48.55889, -119.75111.

## Demografía
Según la Oficina del Censo en 2000 los ingresos medios por hogar en la localidad eran de $23.214, y los ingresos medios por familia eran $24.750. Los hombres tenían unos ingresos medios de $29.167 frente a los $22.000 para las mujeres. La renta per cápita para la localidad era de $16.168. Alrededor del 18,7% de la población estaban por debajo del umbral de pobreza.